# Macintosh Classic
El Macintosh Classic fue un computador personal fabricado por Apple Computer. Introducido el 15 de octubre de 1990, fue el primer Apple Macintosh en venderse por menos de 1000 dólares. Su producción se debió al éxito del Macintosh Plus y del SE. El Classic era muy similar a su predecesor, y debido a los limitados avances tecnológicos, usaba la misma pantalla TRC monocroma de 9 pulgadas (23 cm) y resolución de 512 × 342 pixeles y su rendimiento era bajo por el límite de 4 Mb de memoria, que también poseían los antiguos Macintosh. Sin embargo, el Classic contaba con varias mejoras frente al Macintosh Plus: era un 25% más rápido que este último e incluía un disquete de 3,5 pulgadas (9 cm), el Apple SuperDrive, como estándar.
El Classic era una adaptación del diseño industrial del Macintosh 128K de Jerry Manock y Terry Oyama, como lo era el anterior Macintosh SE. Apple lanzó dos versiones que iban de los 1000 a los 1500 dólares. Las reacciones de los críticos fueron diferentes, la mayoría criticaba el desempeño de su lento procesador y a la falta de slots de expansión. Todos coincidían en que el Classic solo servía para procesar textos, hojas de cálculo y bases de datos. El bajo precio y la disponibilidad de software educativo permitió que se hiciera popular en sector de la educación. Se vendió junto al más potente Macintosh Classic II durante 1991 hasta su discontinuación el año siguiente.

## Historia

### Desarrollo
Luego de que el cofundador de Apple, Steve Jobs, dejara la empresa en 1985, la sección «Desarrollo del producto» quedó a cargo de Jean-Louis Gassée, manager formal de Apple Francia. Gassée impulsó la línea de productos de Apple hacia dos direcciones, apuntando a una mayor «apertura» en términos de expansibilidad e interoperabilidad y a un mayor precio. Gassée argumentó durante mucho tiempo que Apple no debía vender sus computadores en el «bajo mercado», donde las ganancias eran bajas, sino que debía concentrarse en el «alto mercado» y en un margen de beneficios más alto. Ilustró el concepto usando un gráfico donde mostraba la proporción precio/rendimiento de computadores con bajo poder y bajo costo en la parte inferior izquierda y máquinas con alto poder y más costosas en la parte superior derecha. Ese objetivo de alcanzar el «superior derecho» del mercado se volvió un mantra entre los miembros de la administración superior, quiénes se referían a la política del 55 por ciento de margen de beneficio de Gassée con la frase «cincuenta y cinco o muerte».
La política del «superior derecho» generó finalmente una serie de ordenadores con precios incrementados. Los planes originales del primer Macintosh hablaban de un computador valuado alrededor de los 1000 dólares, pero finalmente fue lanzada a $2495. Desde allí, los precios de los Macs comenzaron a aumentar: el Macintosh Plus costaba $2599, (un poco más que la anterior), el SE $2900 o $3900 dependiendo del modelo, y el Macintosh II básico, $5500. Las máquinas más modernas costaban aún más: el Macintosh IIcx valía $5369, el IIci $6269, y el IIfx $9900 –todos sin monitores ni teclados. La única máquina barata vendida por Apple en los años 80 fue el Mac Plus, vendido a alrededor de $2000.
Habiendo abandonado la parte «inferior izquierda» del mercado años antes, y siendo ignorado en el alto mercado de las PCs, el dinero que Apple había recaudado en la década de los ochenta rápidamente retrocedió. Esta situación empeoró aún más en la Navidad de 1989, cuando se produjo la primera disminución de ventas de Apple en años, y la caída del 20 por ciento del precio de las acciones de la empresa en ese trimestre.
En enero de 1990, Gassée renunció y su autoridad para el desarrollo de los productos fue dividida entre varios sucesores. Muchos ingenieros de Apple habían exigido durante cierto tiempo opciones de costo más bajas para construir la cuota de mercado e incrementar la demanda a través del espectro entero de precios. Con Gassée fuera de la empresa, rápidamente se empezaron a introducir al mercado máquinas de bajo costo. Se identificaron tres sistemas: un computador de un costo muy bajo ($1000), un computador de bajo costo con gráficos en color, y un computador más sofisticado con gráficos en color para un uso de negocios pequeños. Más tarde, serían desarrollados con los nombres de Macintosh Classic, Macintosh LC y Macintosh IIsi respectivamente.

### Lanzamiento
La revista MacWEEK reportó el 10 de julio de 1990 que Apple había pagado 1 millón de dólares a Modular Computer Systems Inc., subsidiaria de Daimler-Benz AG, por el derecho del uso del nombre «Classic» como parte de un contrato de cinco años. Apple no renovó el contrato cuando este finalizó. MacWEEK especuló que el Macintosh Classic usaría el mismo microprocesador Motorola 68000 a 8 megahertz (MHz) y la misma pantalla de 9 pulgadas (23 cm) que su predecesor, y que costaría desde los $1500 hasta los $2150.
El 15 de octubre de 1990, John Sculley (posteriormente CEO de Apple) introdujo en una conferencia de prensa al Classic, anunciando que el precio comenzaría en $1000 y diciendo, «Para captar nuevos clientes, no solo redujimos los precios de nuestro productos ya existentes. También rediseñamos estos ordenadores desde cero, basándonos en las características que nuestros clientes nos han dicho que más valoran».  La nueva estrategia de Apple, que consistía en la rebaja de precios, causó preocupación entre los inversores, quienes pensaron en que el margen de ganancias se reduciría. Brodie Keast, a cargo del marketing de los productos de Apple, dijo, «Estamos preparados para hacer lo que sea para que más gente use Macintosh... El plan es ser tan agresivos con el precio como lo necesitemos». Luego de su lanzamiento, las acciones de Apple cotizaron a $27,75 cada una, 50 centavos menos que el 12 de octubre del mismo año, lejos también de los $50,37 a los que cotizaban un año anterior.
El Classic fue lanzado en Europa y Japón al mismo tiempo que en los Estados Unidos. En Japón, se vendió por 198.000 yen (1523 dólares), más cara que en Estados Unidos pero igualando al precio de laptop de Toshiba, la Dinabook.
Luego de gastar $40 millones en marketing para atraer nuevos compradores, Apple tuvo dificultades para alcanzar una alta demanda. En 1990, la empresa duplicó su capacidad de fabricación, con la ampliación de sus plantas en Singapur y en Cork (Irlanda), donde el Classic era ensamblado. Para una entrega más rápida, se usó el transporte aéreo en vez del marítimo. La escasez causó preocupación entre los distribuidores, quienes culparon a la pobre planificación del negocio por parte de Apple.
Scholastic Software había recibido Macintosh Classics y LCs doce meses antes de haber sido anunciados oficialmente, y Scholastic planeó lanzar 16 productos nuevos para Macintosh en 1991. Peter Kelman, editor de Scholastic, predijo que el Classic se convertiría en «el ordenador escolar de los noventa». El Classic se vendía a las escuelas por $800. Esto y la disponibilidad de software educativo hicieron al Classic popular en la educación.

## Características
El modelo de baja gama tenía 1 MB de memoria, no contaba con disco rígido y valía $999, mientras que el modelo de $1499 contenía una memoria de expansión de 1 MB adicional y un disco rígido de 40 MB. El Classic contaba con varias mejoras frente al Macintosh Plus: era un 25 por ciento más rápido que el Plus e incluía un Apple SuperDrive de 3,5" como estándar. El SuperDrive podía leer y escribir al Macintosh, MS-DOS, OS/2, y discos ProDOS. Este ordenador fue el último Mac compacto en usar el CPU Motorola 68000.
El Classic usaba el sistema operativo System 6.0.7 con soporte para todas las versiones hasta System 7.5.5. Un HFS oculto contenido en la memoria ROM incluía el sistema System 6.0.3. El Mac Classic podía iniciar con el System 6.0.3 presionando Comando + Opción + X + O durante el arranque.
Algunos vendedores incluían con el Classic un paquete de software llamado Smartbundle. También vendido por separado a $349, incluía el procesador de textos WriteNow de T/Maker, el programa de hojas de cálculo Full Impact de Ashton-Tate, el programa para base de datos RecordHolderPlus, y el programa para dibujar y pintar SuperPaint 2.0 de Silicon Beach Software.

## Diseño

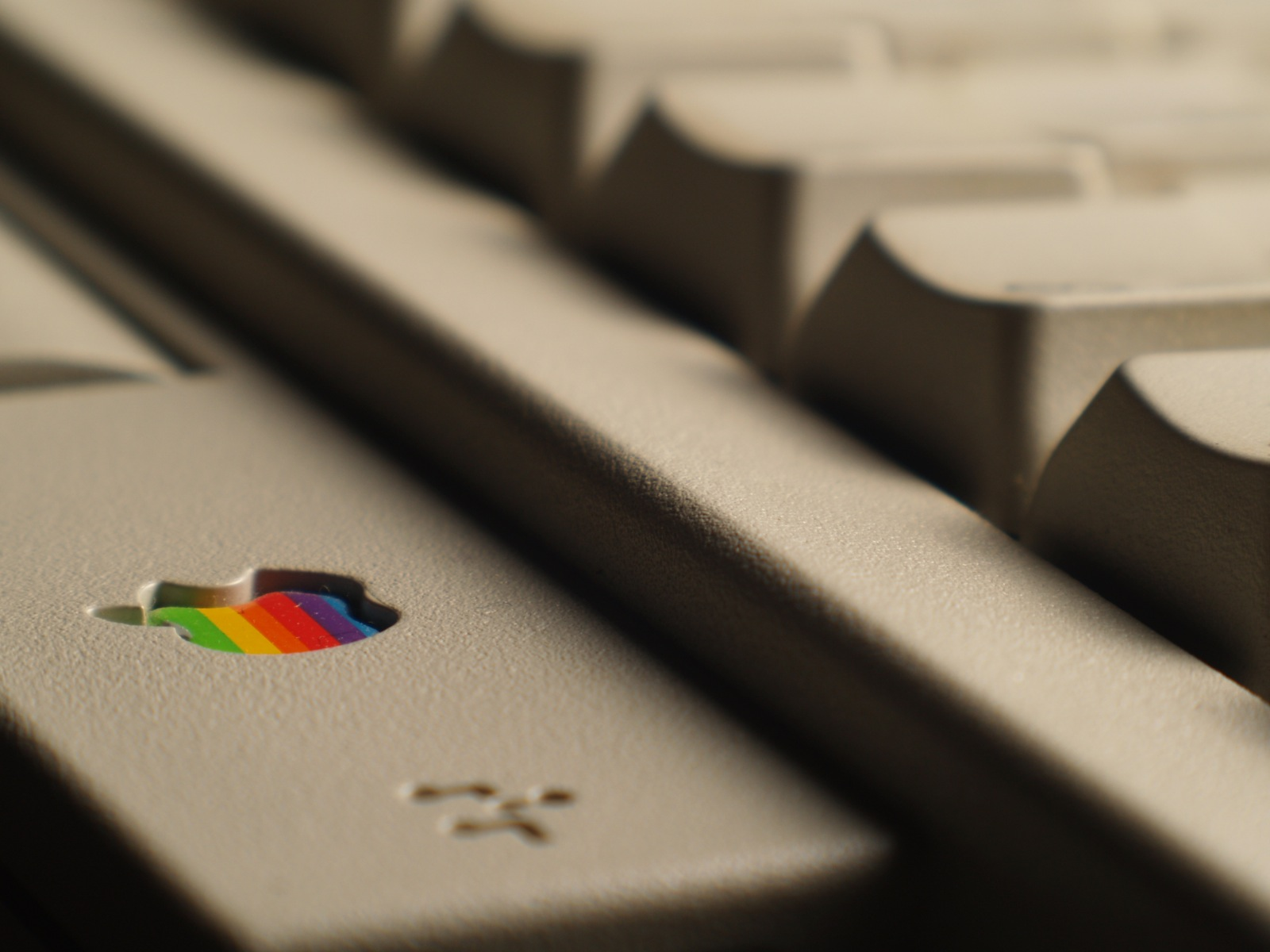
El Apple Keyboard II era el teclado estándar del Macintosh Classic.

El Macintosh Classic era la adaptación final del diseño industrial del Macintosh 128K de Jerry Manock y Terry Oyama's, conteniendo algunos elementos de la original y conservando parte del diseño «Snow White» usado en el diseño del Macintosh SE. El único remanente del SE era la raya a través del panel delantero (bisel) para la unidad de disco flexible; las líneas biseladas delanteras, distintivas del SE, no fueron usadas en el Classic, y las líneas verticales alrededor de su base fueron sustituidas por cuatro líneas de ventilación También, la curva del bisel delantero fue aumentada a la misma la curva radial de 50 pulgadas (1,3 m), como en el frente del Macintosh LC y del Macintosh IIsi. El disco de resplandor de pantalla sobre este bisel también fue quitado para un mejor control de software. Luego, este bisel frontal se volvió una «marca registrada» en el diseño de los productos Apple.
La placa base, placa principal de los circuitos del computador, estaba basado en el diseño del Macintosh SE. Su tamaño, sin embargo, fue reducido utilizando tecnología de montaje superficial hasta las 9x5 pulgadas (23x13 cm), la mitad de la placa del SE. Este rediseño y la ausencia de slots de expansión mantuvieron bajos a los costos de producción. El diseño del Classic fue usado una vez más en 1991 para el Classic II, que superó a su predecesor y reemplazó al Macintosh SE/30.

## Recepción
Algunos críticos del Macintosh Classic se centraron en el desempeño del procesador y en la poca memoria. Liza Schafer de Home Office Computing elogió la facilidad de uso y el precio de la máquina, pero criticó la visualización de 9 pulgada (228,6 mm) porque una hoja de carta común (8½ × 11 pulgadas) no se vería en su tamaño completo, y advirtió a los que requiriesen gráficos amplios y capacidad de autoedición para que no adquiriesen el Classic. Schafer concluyó diciendo: «El valor del Classic es más impresionante que su desempeño, pero su desempeño es suficiente para que puedas trabajar en esa novela, en esa base de datos o en esa hoja de cálculo». PC Week criticó la falta de un procesador rápido, declarando: «La velocidad 7.8 MHz es adecuada para las aplicaciones de texto y con gráficos limitados, pero no es adecuada para los usuarios que necesiten más programas. Por lo tanto, el Classic es un computador apropiado para estar en el hogar o para utilizarse durante un viaje». La crítica de PC User, por su parte, declaró que «El procesador lento y la falta de memoria del Macintosh Classic compensan sus precios bajos». MacWEEK lo describió como «un reemplazo bueno y económico para el Macintosh Plus que incorpora la visión original de Macintosh seis años y medio después».
En la edición de febrero de 1991 de Electronic Learning, Robert McCarthy escribió: «Los maestros, los administradores educativos y los creadores de software muestran entusiasmo ante las nuevas computadoras de Apple Macintosh, de menor costo». Steve Taffe, mánager de estrategia instruccional en MECC, creador y publicador de software educativo, explicó su entusiasmo ante el lanzamiento de la Classic: «es impresionante - tanto porque es un Mac como por su precio bajo. Ahora todos pueden comprar un Macintosh». Scholastic, una empresa especializada en el desarrollo de software educativo, también halagó la capacidad de Apple para competir con las máquinas MS-DOS, declarando: «Cuestan casi lo mismo y son tan poderosas como las computadoras MS-DOS, pero las Apples tendrán un nivel de comodidad superior». Sue Talley, encargada de la planificación estratégica sobre la educación de Apple, opinó sobre el Classic: «lo vemos navegar por sus distintas aplicaciones en donde se necesita un número alto de estaciones poderosas, pero donde el color no es un problema importante». Talley mencionó que era más apto para tareas de escritura y otros usos básicos productivos. En muchas escuelas no se incorporaron Classics debido a la falta de un monitor con color, una opción que sí tenía el Macintosh LC, de mayor precio.

## Especificaciones
| Componente          | Especificación |
| ------------------- | --- |
| Pantalla            | Pantalla de 9 pulgadas (23 cm) TRC monocroma, resolución de 512x342 píxeles |
| Almacenamiento      | Disco duro SCSI de 40 MB opcional, unidad SuperDrive para disquete 3,5 |
| Microprocesador     | 8 MHz Motorola 68000 |
| Velocidad de Bus    | 8 MHz |
| Memoria RAM         | 1 MB, con posibilidad de expandir hasta 2 o 4 MB usando SIMMs 120 de 30 pins y slot de expansión de RAM opcional |
| Memoria ROM         | 512 KB |
| Conexión de redes   | AppleTalk |
| Batería             | Batería de litio de 3,6 V |
| Dimensiones físicas | 33,5 cm × 24,6 cm × 28,4 cm; largo por ancho por alto 7,26 kg |
| Conectividad        | 1× ADB (keyboard, mouse) 2× Conector Mini-DIN-8 RS-422 Puerto series (impresora, módem, AppleTalk) 1× DB-19 (disquete externo) 1× DB-25 Conector SCSI (disco duro externo, scanner externo) 1× Jack 3,5 mm para auriculares |
| Slots de expansión  | ninguno |
| Audio               | 8-bit mono 22 kHz |
| Gestalt ID          | 17 (código de identificación de computadora) |
| Nombre en clave     | XO |